# 214 (număr)
214 (două sute paisprezece) este numărul natural care urmează după 213 și precede pe 215 într-un șir crescător de numere naturale.

## În matematică
214:
- Este un număr compus[1] și deficient.
- Este un număr 37-gonal.
- Este un număr odios.
- Este un număr semiprim, fiind produsul a două numere prime: 214 = 2 x 107.[2][3]
- Deoarece pentru n = 214, ecuația φ(x) = {\displaystyle n} nu are soluții, 214 este un număr nontotient.[4]
- Al 11-lea număr perfect 2106×(2107−1) are 214 divizori.

## În știință

### În astronomie
- Obiectul NGC 215 din New General Catalogue este o galaxie spirală din constelația Andromeda.
- 214 Aschera este un asteroid din centura principală.
- 214P/LINEAR este o cometă periodică din sistemul nostru solar.

## În alte domenii
214 se poate referi la:
- E214, numărul E pentru etilparaben.
- Bell 214, un elicopter.
- Tupolev 214, un tip de avion comercial.